# Ambasada Stanów Zjednoczonych w Kijowie
Ambasada Stanów Zjednoczonych w Kijowie (ang. The Embassy of the United States in Kyiv, ukr. Посольство Сполучених Штатів Америки в Києві) – misja dyplomatyczna Stanów Zjednoczonych Ameryki na Ukrainie.

## Historia

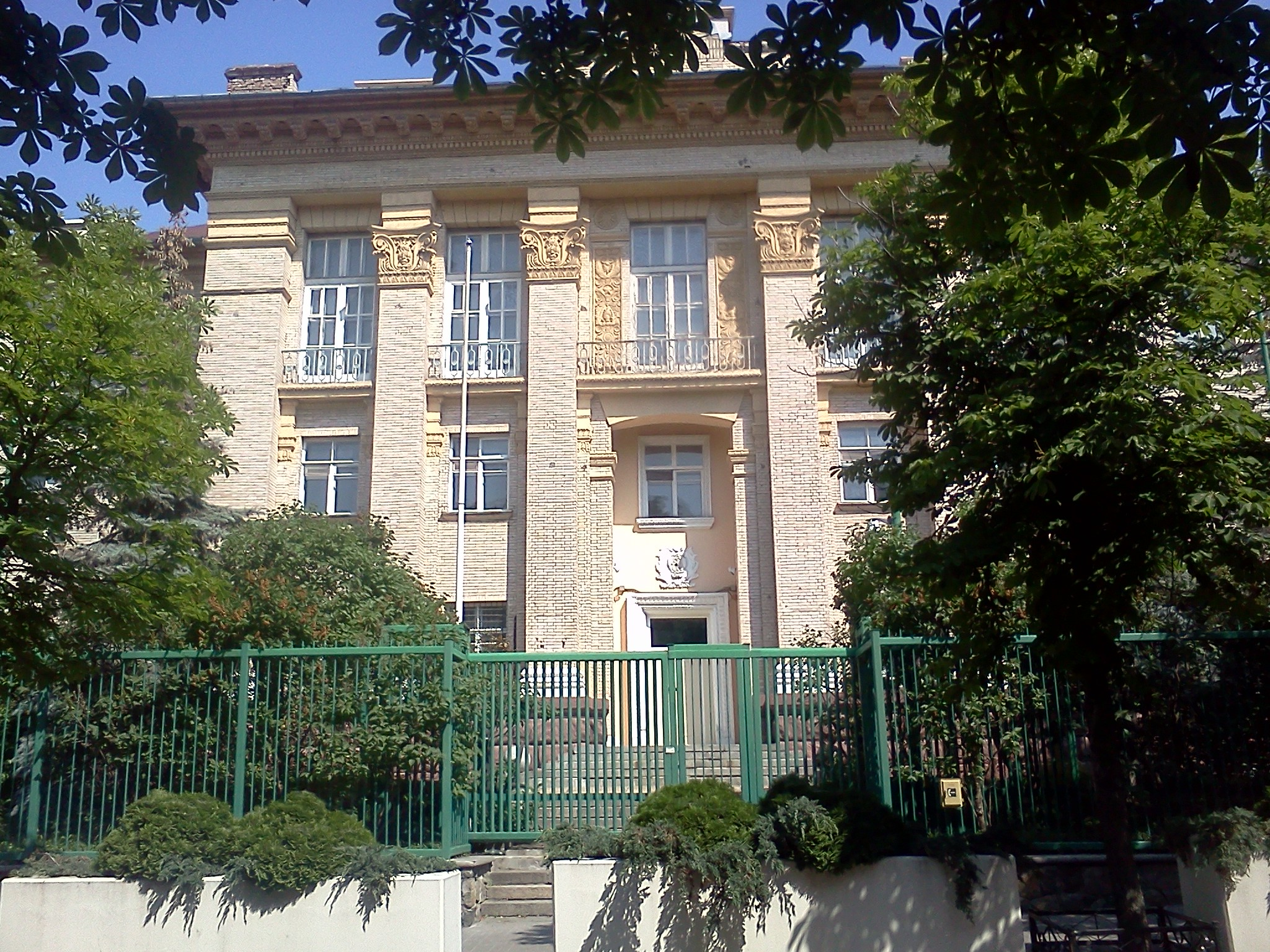
Siedziba ambasady w latach 1992–2012

Stany Zjednoczone uznały niepodległość Ukrainy 25 grudnia 1991, za prezydentury George'a H.W. Busha i tego samego dnia oba państwa nawiązały stosunki dyplomatyczne. Ambasada Stanów Zjednoczonych w Kijowie została otwarta 23 stycznia 1992. Ulokowana ona została w budynku biurowym dotychczas zajmowanym przez Komunistyczną Partię Ukrainy i Komsomoł. Budynek ten pochodzi z lat 50. XX w. i powstał na miejscu rozebranej cerkwi greckokatolickiej.
W 2012 ambasada przeniosła się do nowo wybudowanej siedziby, w której mieści się obecnie.
14 lutego 2022 z powodu kryzysu w relacjach ukraińsko-rosyjskich i grupowaniu armii rosyjskiej w pobliżu granic Ukrainy rząd Stanów Zjednoczonych postanowił przenieść ambasadę do Lwowa. 22 lutego 2022 cały amerykański personel dyplomatyczny służący na Ukrainie został ewakuowany do Polski, gdzie pozostał z powodu wybuchu dwa dni później wojny. Ambasada Stanów Zjednoczonych w Kijowie została ponownie otwarta 18 maja 2022. Prace w stolicy Ukrainy podjęła jednak niewielka liczba dyplomatów, a działalność konsularna nie została wznowiona.
W 2023 placówkę odznaczono niepaństwową ukraińską odznaką honorową, Krzyżem "Za Naszą i Waszą Wolność".